# Tamopsis
Tamopsis és un gènere d'aranyes araneomorfes de la família dels Hersílids (Hersiliidae). Fou descrita per primera vegada l'any 1987 per Barbara Baehr i Martin Baehr.
Es troben a Austràlia i alguna espècie a Nova Guinea i Borneo. Com altres membres de la família, popularment se les anomena two-tailed spiders (aranyes de dues cues), fent referència a les dues fileres molt llargues.

## Taxonomia
Segons el World Spider Catalog del 2016, existeixen les següents espècies:
- Tamopsis amplithorax Baehr & Baehr, 1987 – Austràlia Occidental
- Tamopsis arnhemensis Baehr & Baehr, 1987 – Territori del Nord, Queensland
- Tamopsis brachycauda Baehr & Baehr, 1987 – Queensland, Nova Gal·les del Sud
- Tamopsis brevipes Baehr & Baehr, 1987 – Nova Gal·les del Sud
- Tamopsis brisbanensis Baehr & Baehr, 1987 – Queensland, Nova Gal·les del Sud
- Tamopsis centralis Baehr & Baehr, 1987 – Queensland
- Tamopsis circumvidens Baehr & Baehr, 1987 – Austràlia Occidental, Victòria
- Tamopsis cooloolensis Baehr & Baehr, 1987 – Queensland
- Tamopsis darlingtoniana Baehr & Baehr, 1987 – Austràlia Occidental
- Tamopsis daviesae Baehr & Baehr, 1987 – Queensland
- Tamopsis depressa Baehr & Baehr, 1992 – Austràlia Occidental, Territori del Nord
- Tamopsis ediacarae Baehr & Baehr, 1988 – Sud d'Austràlia
- Tamopsis eucalypti (Rainbow, 1900) (type species) – De Queensland als sud d'Austràlia
- Tamopsis facialis Baehr & Baehr, 1993 – Austràlia Occidental, sud d'Austràlia, Nova Gal·les del Sud
- Tamopsis fickerti (L. Koch, 1876) – Queensland, Nova Gal·les del Sud, Victòria
- Tamopsis fitzroyensis Baehr & Baehr, 1987 – Austràlia Occidental, Queensland
- Tamopsis floreni Rheims & Brescovit, 2004 – Borneo
- Tamopsis forrestae Baehr & Baehr, 1988 – Queensland
- Tamopsis gibbosa Baehr & Baehr, 1993 – Austràlia Occidental, Sud d'Austràlia
- Tamopsis gracilis Baehr & Baehr, 1993 – Austràlia Occidental
- Tamopsis grayi Baehr & Baehr, 1987 – Nova Gal·les del Sud
- Tamopsis harveyi Baehr & Baehr, 1993 – Territori del Nord
- Tamopsis hirsti Baehr & Baehr, 1998 – Sud d'Austràlia
- Tamopsis jongi Baehr & Baehr, 1995 – Austràlia Occidental
- Tamopsis kimberleyana Baehr & Baehr, 1998 – Austràlia Occidental
- Tamopsis kochi Baehr & Baehr, 1987 – Austràlia Occidental, Nova Gal·les del Sud
- Tamopsis leichhardtiana Baehr & Baehr, 1987 – Austràlia Occidental, Territori del Nord, Queensland
- Tamopsis longbottomi Baehr & Baehr, 1993 – Territori del Nord
- Tamopsis mainae Baehr & Baehr, 1993 – Austràlia Occidental
- Tamopsis mallee Baehr & Baehr, 1989 – Austràlia Occidental, Sud d'Austràlia, Nova Gal·les del Sud
- Tamopsis minor Baehr & Baehr, 1998 – Austràlia Occidental
- Tamopsis nanutarrae Baehr & Baehr, 1989 – Austràlia Occidental
- Tamopsis occidentalis Baehr & Baehr, 1987 – Austràlia Occidental
- Tamopsis perthensis Baehr & Baehr, 1987 – Austràlia Occidental
- Tamopsis petricola Baehr & Baehr, 1995 – Queensland
- Tamopsis piankai Baehr & Baehr, 1993 – Austràlia Occidental
- Tamopsis platycephala Baehr & Baehr, 1987 – Queensland
- Tamopsis pseudocircumvidens Baehr & Baehr, 1987 – Austràlia Occidental, Sud d'Austràlia, Territori del Nord
- Tamopsis queenslandica Baehr & Baehr, 1987 – Queensland, Nova Gal·les del Sud
- Tamopsis raveni Baehr & Baehr, 1987 – Queensland, Sud d'Austràlia
- Tamopsis reevesbyana Baehr & Baehr, 1987 – Austràlia Occidental, Sud d'Austràlia
- Tamopsis riverinae Baehr & Baehr, 1993 – Nova Gal·les del Sud
- Tamopsis rossi Baehr & Baehr, 1987 – Austràlia Occidental
- Tamopsis transiens Baehr & Baehr, 1992 – Austràlia Occidental, Territori del Nord, Victòria
- Tamopsis trionix Baehr & Baehr, 1987 – Queensland
- Tamopsis tropica Baehr & Baehr, 1987 – Territori del Nord, Queensland
- Tamopsis tweedensis Baehr & Baehr, 1987 – Queensland, Nova Gal·les del Sud
- Tamopsis warialdae Baehr & Baehr, 1998 – Nova Gal·les del Sud
- Tamopsis wau Baehr & Baehr, 1993 – Nova Guinea
- Tamopsis weiri Baehr & Baehr, 1995 – Austràlia Occidental